# Василенко Станіслав Кузьмич
Станісла́в Кузьми́ч Василе́нко (16 серпня 1940 року в с. Юріївка Юріївського району Дніпропетровської області) — голова правління Державного акціонерного товариства «Придніпровські магістральні нафтопроводи» (з 1999 р.), генеральний директор ВАТ «Укртранснафта» (з 1.08.2003 р.), «Почесний громадянин міста Кременчука» (1995).

## Життєпис
Станіслав Кузьмич Василенко народився 16 серпня 1940 року в с. Юріївка Юріївського району Дніпропетровської області.
У 1962 р. закінчив нафтовий факультет Львівського політехнічного інституту по спеціальності «технологія нафти і газу».
1962—1968 рр.  обіймав інженерні посади в Рівненському управлінні нафтопроводу «Дружба».
З 1968 перейшов на роботу в Управління магістральними нафтопроводами Західного і Північно-Західного Сибіру, де з 1971 по 1983 рр. працював на  посадах головного інженера, а потім начальника управління.
З 1983 р. заступник начальника, головний інженер управління УПДМН (Управління Придніпровських магістральних нафтопроводів); з 1994 — генеральний директор, голова правління ДАТ «Придніпровські магістральні нафтопроводи»; з 2001 р. — перший заступник голови правління ВАТ «Укртранснафта»; з 1.08.2003 — генеральний директор ВАТ «Укртранснафта».
Дійсний член Транспортної академії України, почесний професор Івано-Франківського державного технічного університету нафти і газу, постійний член Міжнародної академії управління в бізнесі та адмініструванні, дійсний член Нафтогазової академії України.
Має звання: «Відмінник нафтової промисловості», «Почесний нафтовик нафтової і газової промисловості СРСР, „Заслужений працівник промисловості України“ (1996).

## Нагороди
- Орден „Знак Пошани“ (1973)
- Орден Трудового Червоного Прапора (1981),
- Орден „За заслуги“ ІІІ ступеня» (1999)
- Орден «За трудові досягнення» ІУ ступеня (1999)
- Орден «Слава на вірність Вітчизні» ІІІ ступеня (2000)
- Орден Святого князя Володимира ІV ступеня
- Хреста Пошани «За духовне відродження»,
- Орден «Суспільне визнання і велич» І ступеня;
- Медаль «За доблесну працю» (1970)
- Медаль «За освоєння надр і розвиток нафтогазового комплексу Західного Сибіру» (1979)
- бронзова медаль ВДНГ СРСР.

Дипломи: «Золота книга українського підприємництва», «За високі трудові досягнення та заслуги перед українським народом», «Кришталевий Ріг достатку» та «Кришталевий слон» у номінації Міжнародного відкритого рейтингу «Золота Фортуна» «Найнадійніше стратегічне підприємство України», «За заслуги перед Українською Православною Церквою та з нагоди 2000-ліття Різдва Христового», «Факел Бірмінгема» — «За успішне виживання і розвиток у важких умовах» та ін.
Рішенням ХХХІУ сесії від 27 вересня 2001 року Кременчуцька міська рада за видатні особисті заслуги перед містом, розвиток магістральних нафтопроводів в Україні присвоїла Станіславу Кузьмичу Василенку звання «Почесний громадянин міста Кременчука».